# Nembrotha milleri
Nembrotha milleri Gosliner & Behrens, 1997 è un mollusco nudibranchio della famiglia Polyceridae.

## Descrizione
Corpo di colore da grigio-verde a verde-scuro. Rinofori e parte terminale del ciuffo branchiale verde-neri. Ciuffo branchiale grande, diviso in tre ramificazioni principali a loro volta suddivise in cinque. Fino ai 6 centimetri.

## Biologia
Si nutre principalmente di ascidie.